# Нидерландский язык в Суринаме
Нидерландский язык в Суринаме имеет статус единственного официального языка страны, хотя это положение не совсем точно характеризует его своеобразную роль и функциональное распространение в республике.

## История
Территория современного Суринама была впервые колонизована англичанами (1605—1667 гг.). Хотя белое население в республике никогда не было значительным и, более того, избегало контактов с цветным населением, роль «лингва франка» устоялась за креольским языком сранан-тонго, лексика которого имеет в своем составе слова из языков африканского происхождения, а также из английского, нидерландского, португальского языков. Голландские власти долгое время проводили либеральную языковую политику в карибских колониях, где в качестве лингва франка использовался английский или его креольские варианты.
Образование в Суринаме было полностью переведено на голландский язык лишь в 1876 г. С тех пор доля жителей Суринама, считающих этот язык родным, неуклонно возрастала и достигла примерно 60% в начале XXI века. Популяризации нидерландского языка в колонии способствовало прибытие индонезийских кули, которые предпочитали говорить на нидерландском языке, а не на сранан-тонго.

## Современное положение
После получения независимости в 1975 г. процент белого населения в стране упал до менее чем 1 %, большинство носителей нидерландского языка двуязычно и даже триязычно и владеет также другими языками (чернокожее население активно использует сранан, а индейцы и индонезийцы — сраран и свои племенные языки).
Фактически в чистом виде нидерландский язык употребляется лишь в школе, в устной речи доминирует смесь сранана с нидерландским. Большинство считающих нидерландский язык родным и/или говорящих на нём, проживают в наиболее европеизированной столице Парамарибо. По мере удаления от неё усиливается роль сранана. В 2004 г. Суринам вступил в Нидерландский языковой союз, что несколько укрепило позиции нидерландского языка в стране. Кроме того, порядка 450 000 уроженцев страны проживают на территории королевства Нидерланды.